# Conus ammiralis
Conus ammiralis är en havslevande snäcka som tillhör familjen kägelsnäckor. Arten beskrevs av Carl von Linné 1758.
Snäckan trivs i sand och bland korall. Storleken ligger på mellan 3,5 och 10,9 cm.
Idag har den blivit mer vanlig då fler ställen för snäckan har hittats. Färgen på snäckan är brunfärgad med 2 segment som skills av med ett band. På detta förekommer det ett vitprickigt mönster som varierar mellan olika exemplar.
Arten förekommer i Röda havet, Maskarenerna, östra indiska oceanen, Fiji, Indokina, Indomalaysia, Marshallöarna, Nya Kaledonien, Solomonöarna, Thailand, Vanuatu, Australien (Northern Territory, Queensland och västra Australien).